# Karboksylazy
Karboksylazy – enzymy należące do klasy ligaz, katalizują powstawanie wiązań chemicznych węgiel-węgiel (C-C) pomiędzy cząsteczkami przy użyciu energii w postaci ATP. Karboksylaza pirogronianowa katalizuje przyłączenie dwutlenku węgla do pirogronianu – tworzenie szczawiooctanu.